# 7242 Okyudo
7242 Okyudo (1990 VG3) là một tiểu hành tinh vành đai chính được phát hiện ngày 11 tháng 11 năm 1990 bởi K. Endate và K. Watanabe ở Kitami.